# Bình Trung, Châu Đức
Bình Trung là một xã thuộc huyện Châu Đức, tỉnh Bà Rịa – Vũng Tàu, Việt Nam.

## Địa lý
Xã Bình Trung nằm ở phía đông huyện Châu Đức, có vị trí địa lý:
- Phía đông giáp xã Xuân Sơn
- Phía tây giáp xã Bình Giã
- Phía nam giáp xã Đá Bạc
- Phía bắc giáp xã Quảng Thành.

Xã có diện tích 16,62 km², dân số năm 1999 là 5.468 người, mật độ dân số đạt 329 người/km².

## Lịch sử
Xã Bình Trung được thành lập vào ngày 23 tháng 7 năm 1999 trên cơ sở 1.662 ha diện tích tự nhiên và 6.376 người của xã Bình Giã.